# Stargate Origins
Pour les articles homonymes, voir Stargate (homonymie).
Stargate Universe
Stargate Origins est une web-série de science-fiction sur l'univers de Stargate, elle est diffusée depuis le 15 février 2018. Elle est une préquelle du film Stargate, la porte des étoiles de Roland Emmerich sorti en 1994.
Peu après sa sortie, la web-série a été transformée en un film sous le nom de Stargate Origins: Catherine.
En France, la version film est diffusée le 11 mai 2020, sur Warner TV. Toutefois, la série reste inédite dans les autres pays francophones.

## Synopsis
Catherine Langford est la fille d'un égyptologue ayant découvert la porte des étoiles en 1928 à Gizeh. Dix ans plus tard, alors qu'elle et son père étudient l'artéfact en Égypte, un commando nazi débarque dans leur installation et active la Porte des Étoiles, emmenant le professeur Langford avec eux. Avec l'aide de ses amis, officiers au sein d'un poste de garde de l'Armée du Royaume-Uni, Catherine les suit sur Abydos, où les Terriens tombent sur une race alien dont ils ne soupçonnent ni la puissance, ni la dangerosité : les Goa'ulds.

## Distribution
- Ellie Gall (VF : Laëtitia Coryn) : Catherine Langford[5]
- Connor Trinneer (VF : Pierre Laurent) : le professeur Paul Langford[6],[7], père de Catherine et l'homme qui a trouvé la porte des étoiles lors d'une fouille à Gizeh.
- Aylam Orian (VF : Jochen Hägele) : Dr Wilhelm Brücke, officier nazi de haut rang, occultiste et antagoniste principal de la série[8],[9].
- Philip Alexander (VF : Adrien Larmande) : le capitaine James Beal, officier britannique stationné en Égypte[6].
- Shvan Aladdin (VF : Antoine Schoumsky) : le lieutenant Wasif, officier égyptien dans l'armée britannique[6].
- Salome Azizi : le Goa'uld Aset, gouverneur d'Abydos
- Michelle Jubilee Gonzalez : Serqet, garde du corps personnelle d'Aset
- Daniel Rashid : Kasuf
- Sarah Navratil (VF : Flora Brunier) : Eva Reinhardt
- Tonatiuh Elizarraraz (VF : Anthony Carter) : Motawk
- Derek Chariton (VF : Anthony Carter) : Heinrich, un officier nazi
- Justin Michael Terry : Gunter, un officier nazi
- Lincoln Werner Hoppe : Stefan, un officier nazi
- Victoria Ortiz : Grand Maître Suprême Râ (épisode 10)

## Épisodes
Dix épisodes d'une durée de dix minutes chacun sont diffusés :
| No | Date de diffusion | Synopsis |
| -- | ----------------- | --- |
| 1  | 14 février 2018   | Pendant plus de dix ans, Catherine Langford a vu son père travailler sur le mystérieux appareil qu'il avait découvert dans le désert égyptien en 1928. Avec des réponses leur échappant sur l'anneau et l'épuisement des fonds, la situation de Langford est devenue désespérée. Alors que le professeur envisage de déplacer l'anneau à l'étranger, Catherine lutte pour conserver sa vie au Caire, en Égypte. Mais quand un commando nazi débarque dans leur installation tard dans la nuit, une nouvelle lumière est projetée sur l'appareil de la manière la plus sinistre. |
| 2  | 14 février 2018   | Les intentions du Dr Brücke deviennent plus claires lorsqu'il met à l'épreuve ses théories sur la découverte de Langford. Ayant activé avec succès la Porte des Étoiles, Brücke enlève le professeur Langford. Catherine doit être emmenée à l'ambassade d'Allemagne par un de ses loyaux soldats mais elle est capable d'échapper à ses ravisseurs. |
| 3  | 14 février 2018   | Catherine recrute l'aide de deux soldats pour une mission de sauvetage dans l'inconnu. Pendant ce temps, le professeur Langford et Brücke se retrouvent face à face avec une nouvelle force aussi puissante que dangereuse: les Goa'uld. |
| 4  | 22 février 2018   | Les voyages de l'équipe les amènent en territoire dangereux et Catherine découvre que rentrer à la maison ne sera pas aussi facile qu'elle le pensait. Les choses se compliquent quand deux nouveaux visages se présentent: Asset, Gouverneure d'Abydos; et son garde du corps, Serqet. |
| 5  | 22 février 2018   | Quand Aset apprend que de nouveaux intrus sont sur son territoire, et surtout quelle sont leur origine, elle commence à envisager de prendre le pouvoir avec l'aide des Tau'ris. Brücke prévoit de gagner sa faveur. Catherine et l'équipe suivent l'exemple de leur guide mystérieux mais les intentions de ce dernier restent floues alors qu'ils naviguent dans leur nouvel environnement. |
| 6  | 1er mars 2018     | Le professeur Langford est contraint d'aider le Dr Brücke à négocier une difficile alliance avec Aset, qui les menace des pires horreurs. Pendant ce temps, Catherine et ses compagnons ont une chance inespérée et bienvenue lorsque la guérison miraculeuse de Wasif est suivie d'un mystérieux changement de comportement de leurs ravisseurs. |
| 7  | 1er mars 2018     | Aset finit par révéler ses intentions et le secret du naquadah, donnant à Brücke l'opportunité de mettre en place un terrible plan pour son retour sur Terre. Pendant ce temps, Catherine tisse des liens avec ses nouveaux amis et découvre les terribles conséquences de ce qu'il pourrait arriver si Brücke parvenait à rentrer sur Terre. |
| 8  | 8 mars 2018       | Aset se rend au campement nomade accompagnée de Brücke pour lui montrer le dévouement de ses esclaves, dévotion qu'elle a gagné pour avoir fait preuve de plus compassion envers eux que tout autre Goa'uld. Un duel est improvisé entre un combattant terrien et un combattent d'Abydos, duel qui se termine de façon tragique. Brücke en profite pour prouver sa détermination. Tous les témoins de la scène s'inquiètent de la folie dans laquelle s'engage Brücke et qui semble atteindre Aset.                                                                             |
| 9  | 8 mars 2018       | Catherine parvient à trouver l'adresse de retour vers la Terre avec l'aide de Kasuf. Langford découvre que sa fille est sur place, il réussit à tromper Brücke et convainc Aset de le libérer afin de régler le différend qu'il a avec Brücke. C'est alors qu'arrive un invité imprévu: Râ, Grand Maître Suprême de l'Empire Goa'uld. |
| 10 | 8 mars 2018       | Brücke est neutralisé par Catherine, puis les Tau'ris subissent un lavage de cerveau afin d'oublier ce qui leur est arrivé. Le Grand Maître Suprême Râ, averti par Serqet des agissements d'Aset, vient en personne mettre un terme au complot. Catherine et son père réussissent à rentrer sur Terre alors que ceux qui restent sont soit tués, soit convertis en esclavage par le Grand Maître. Les recherches du professeur Langford en Égypte arrivent à leur terme tandis que Catherine pense qu'il ne s'agit que d'un commencement.                                       |

## Production

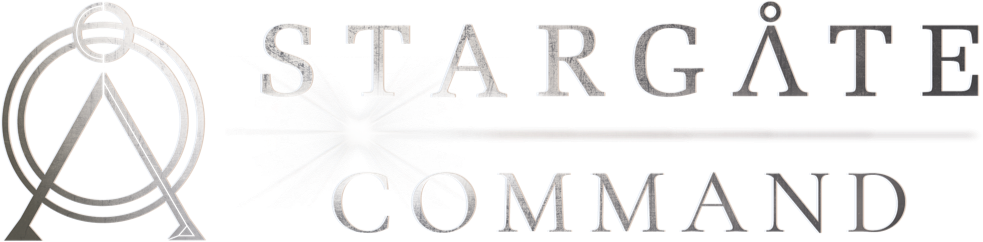
Logo de la nouvelle plateforme de vidéos qui diffusera la série.

La création de cette web-série a été annoncée le 20 juillet 2017, pendant le festival Comic-Con de San Diego. Elle sera diffusée sur une plateforme spécialement créée pour l’occasion sur le site officiel de la franchise, renommé pour l'occasion « Stargate Command ».
La série est écrite par Mark Ilvedson et Justin Michael Terry et dirigée par Mercedes Bryce Morgan. La MGM confie la production à la société New Form, spécialisée dans la production de web-série. Trois mois après, la web-série est remontée pour faire un film d'1 H 40 et sort sous le nom de Stargate Origins : Catherine, et sur Amazon Prime Video sous le nom de L'Origine de Stargate Catherine.